# اندیس چاه کندو
چاه کندو یک اندیس غیرفلزی است که در حوالی شهر داراب استان فارس قرار دارد و مادهٔ معدنی موجود در آن، کائولینیت است.سنگ میزبان این اندیس آهک است  